# Programa Mars
El Programa Mars (del ruso Марс, Marte), apodado Marsnik en la mayoría de los medios occidentales, fue una serie de sondas espaciales enviadas por la Unión Soviética desde 1960 hasta 1973 con el objetivo de orbitar, realizar reconocimiento aéreo, investigación científica y aterrizar en Marte. Entre sus hitos destaca sobrevolar el planeta (Mars 1, 1963) y aterrizar con éxito en la superficie marciana (Mars 3 en 1971 y Mars 6 en 1974).

## Historia

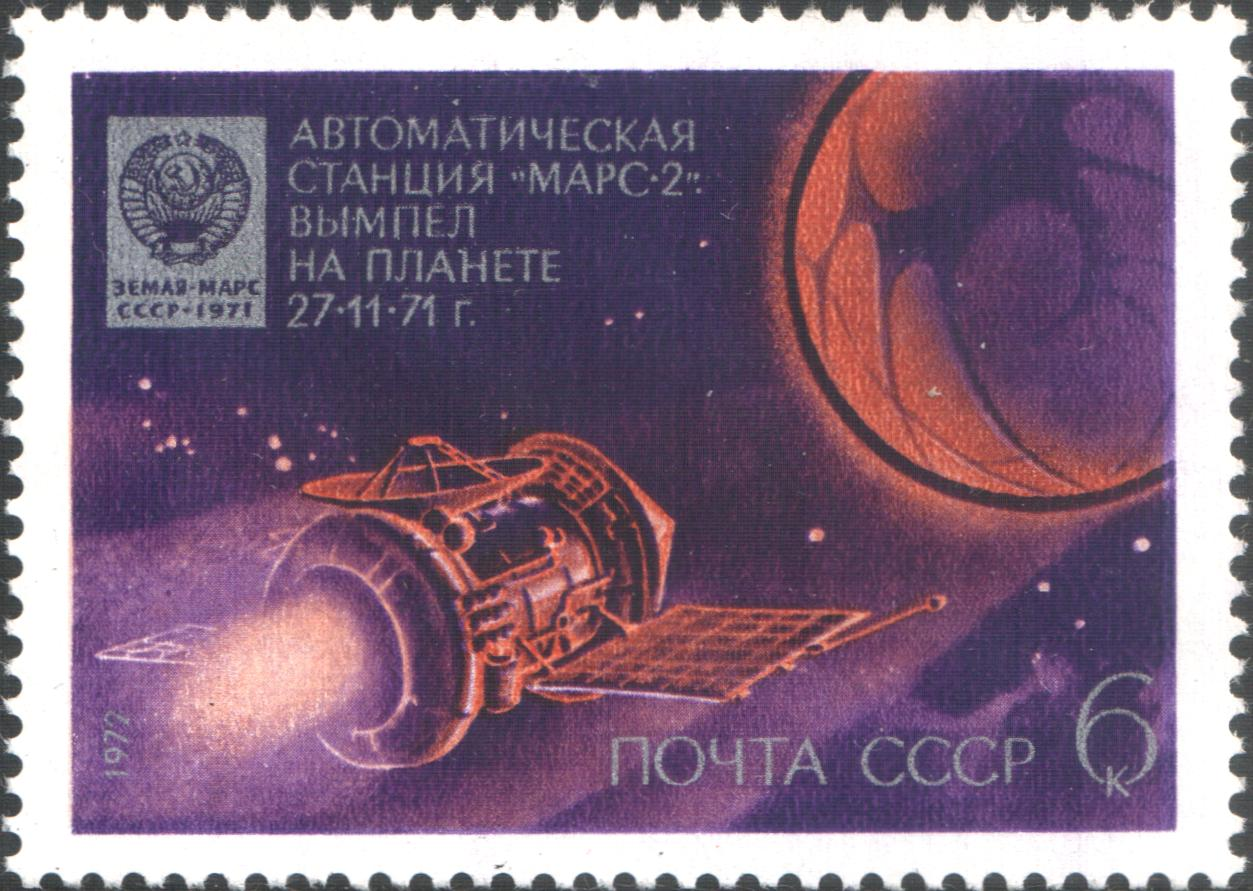
Sello conmemorativo de la sonda Mars 2 (1972)

El programa nació en competencia con el programa Mariner (1962-1973) impulsado por la estadounidense agencia NASA y que enviaba sondas espaciales tanto a Venus como a Marte. Como solía ser habitual en el programa espacial soviético en el lanzamiento de las sondas estas recibían nombres genéricos como Kosmos, Korabl o Sputnik y, en función de su éxito o fracaso, eran renombradas posteriormente.

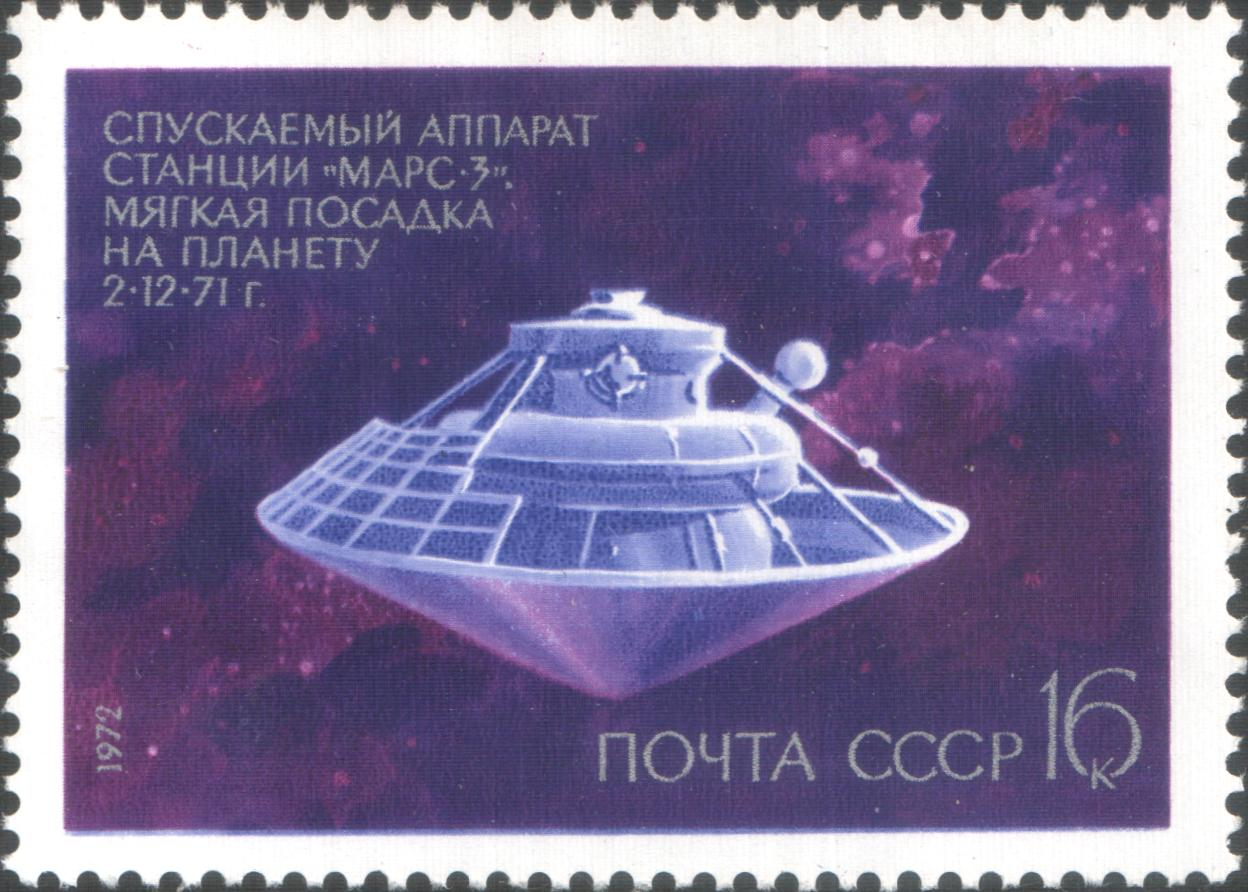
Sello conmemorativo de la sonda Mars 3 (1972)

Su impulsor inicial fue el ingeniero Serguéi Koroliov quien, tras numerosos fracasos, decidió pasar el testigo a otro equipo dirigido por Gueorgui Babakin, que rediseñó las sondas y logró que algunas orbitasen y se posaran sobre la superficie del planeta, como las sondas Mars 2 y Mars 3 (1971) y Mars 6 (1973).

## Zond 2

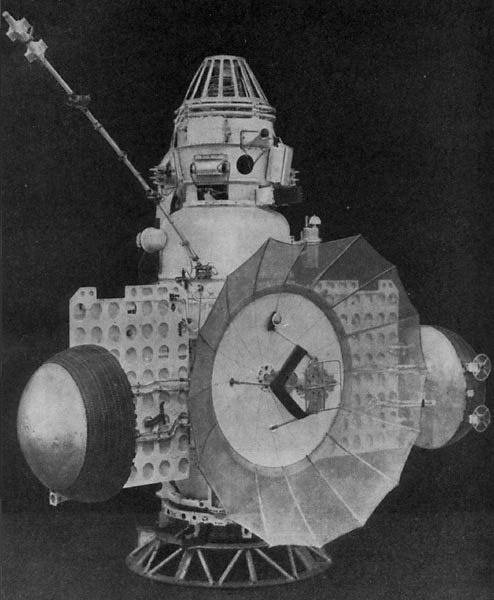
Fotografía de la sonda espacial Zond 2

En la ventana hábil de lanzamientos hacia Marte de los años 1964-1965 la Unión Soviética lanzó una misión adicional a Marte fuera del programa Mars. Se trataba de la sona Zond 2 que equipaba la misma instrumentación empleada en el exitoso programa Venera de exploración a Venus.
Se probaron exitosamente una nueva serie de motores iónicos experimentales pero diversos fallos en la potencia y la pérdida de comunicación con la nave en mayo de 1965 hicieron que no pudiera aterrizar en el planeta pasando a unos 1500 km de su superficie el mes de agosto.

## Misiones posteriores
El programa Mars finalizó tras completar la misión Mars 7 lanzada en agosto de 1973. Sin embargo la Unión Soviética siguió desarrollando misiones científicas y de exploración en los años sucesivos.

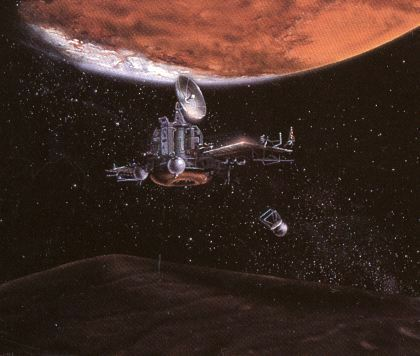
Recreación de la sonda espacial Fobos (en la parte superior Marte y en la inferior su satélite Fobos)

Durante la ventana de 1988 lanzó, con participación de la Agencia Espacial Europea, las sondas Fobos 1 y 2. Dichas sondas pretendían estudiar Marte, sus satélites Fobos y Deimos y lanzar módulos de aterrizaje sobre el primero de ellos. Fobos 1 no alcanzó el planeta y Fobos 2 falló a los pocos meses de su llegada al planeta. Fue la última aproximación de la URSS a Marte antes de su disolución en 1991.

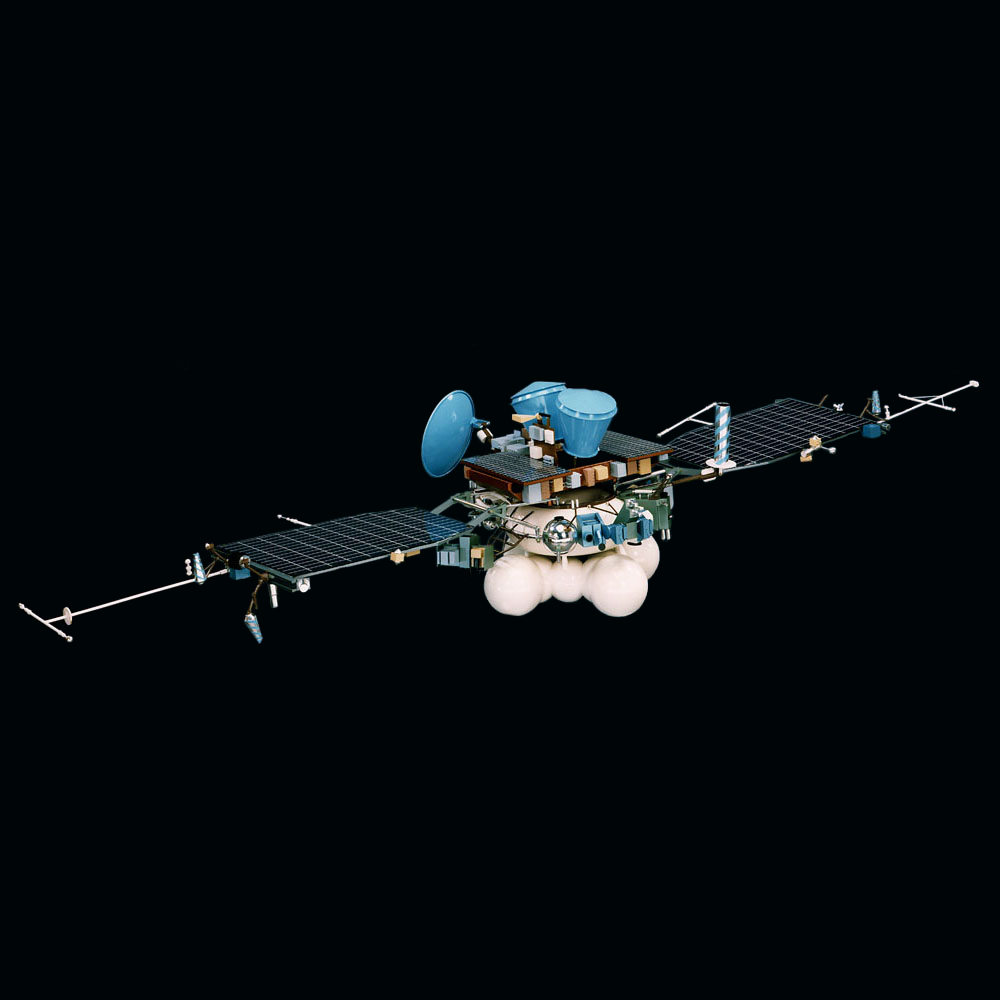
Imagen de la sonda espacial Mars 96

La Rusia postsoviética lanzó posteriormente la Mars 96 (originalmente Mars 94 y, a veces, llamada Mars M1 o Mars 8) el 16 de noviembre de 1996. Constaba de un orbitador, dos sondas de aterrizaje y dos penetradores siendo la segunda sonda más pesada jamás enviada al espacio. Un fallo en la cuarta etapa del lanzamiento hizo que no abandonara la órbita terrestre. Cuatro horas después del lanzamiento fue destruida en su reentrada a la atmósfera cerca de la ciudad de Iquique (Chile) próxima a la frontera con Bolivia. El hecho de que la sonda equipara 200 gramos de plutonio alentó preocupaciones por posibles episodios de contaminación radioactiva.

## Misiones
| Vehículo   | Lanzamiento | Llegada    | Aproximación | Observaciones |
| Korabl 4   | 10-10-1960  | No         | No           | Sonda de sobrevuelo. Similar a la Venera 1. Peso aprox: 640 kg destruida en el despegue.                                                                                          |
| Korabl 5   | 14-10-1960  | No         | No           | Sonda de sobrevuelo. Peso aprox: 640 kg destruida en el despegue. |
| Sputnik 22 | 24-10-1962  | No         | No           | Sonda de sobrevuelo. Peso aprox: 894 kg destruida en el despegue. |
| Mars 1     | 01-11-1962  | 19-06-1963 | 193 000 km   | Sonda de sobrevuelo. Primera aproximación. Las comunicaciones por radio se interrumpieron el 21 de marzo de 1963, cuando la sonda estaba a 106 millones de km de la Tierra.       |
| Sputnik 24 | 04-11-1962  | No         | No           | Sonda de impacto. La masa total del complejo (el Tyazheliy Sputnik) superaba las 6,5 toneladas Destruida en el despegue.                                                          |
| Mars 1969A | 27-03-1969  | No         | No           | Sonda orbital. Peso aprox: 4850 kg Destruida en el despegue. |
| Mars 1969B | 02-04-1969  | No         | No           | Sonda orbital. Peso aprox: 4850 kg Destruida en el despegue. |
| Kosmos 419 | 10-05-1971  | No         | No           | Sonda orbital y de aterrizaje. Destruida en el despegue. |
| Mars 2     | 19-05-1971  | 27-11-1971 | Aterrizó     | Sonda orbital y de aterrizaje. Primera sonda en llegar a la superficie de Marte. Se estrelló a 40° sur y 47° este.                                                                |
| Mars 3     | 28-05-1971  | 02-12-1971 | Aterrizó     | Sonda orbital y de aterrizaje. Descendió a 45° sur y 158° oeste. Primera fotografía de la superficie de Marte.                                                                    |
| Mars 4     | 21-07-1973  | 10-2-1974  | 1844 km      | Sonda orbital. Se desvió de su ruta. |
| Mars 5     | 25-07-1973  | 02-02-1974 | Orbitador    | Sonda orbital. Envió fotografías desde su órbita. |
| Mars 6     | 05-08-1973  | 12-03-1974 | Aterrizó     | Sonda orbital y de aterrizaje. La sonda se posó a 24° sur y 25° oeste, al nordeste de la cuenca de Argyre. Se perdió contacto poco antes de que llegara a la superficie de Marte. |
| Mars 7     | 09-08-1973  | 09-03-1974 | 1300 km      | Sonda orbital y de aterrizaje. Se desvió de su ruta. |